# Kurt Hovelijnck
Kurt Hovelijnck (* 2. Juni 1981 in Eeklo) ist ein ehemaliger belgischer Radrennfahrer.
Kurt Hovelijnck begann seine Karriere 2004 bei dem belgischen Radsportteam Jong Vlaanderen 2016 und fuhr von 2005 bis 2008 für das Professional Continental Team Chocolade Jacques. In seiner zweiten Saison dort wurde er Zweiter beim Grand Prix Wanzele und Etappendritter auf dem ersten Teilstück beim Circuit de Lorraine. Außerdem schaffte er es bei der Algarve-Rundfahrt und bei der Tour de l’Avenir zweimal unter die besten Zehn einer Etappe.
Im Jahr 2009 wechselte Hovelijnck zum ProTeam Quick Step. Am 17. März 2009 stürzte er bei einer Trainingsfahrt mit Wouter Weylandt schwer, nachdem sich an seinem Rad das hintere Laufrad gelöst und er sich überschlagen hatte. Er zog sich einen Schädelbasisbruch zu. Drei Wochen lang lag er im Koma und litt anschließend an Depressionen, es dauerte elf Monate, bis er wieder Rennen fahren konnte.
Zur Saison 2011 wechselte Hovelijnck zum Team Donckers Koffie-Jelly Belly. Nachdem Weylandt am 9. Mai 2011 an den Folgen eines Schädelbasisbruchs starb und er zudem schon den Tod seiner Freunde und Kollegen Frederiek Nolf und Dimitri De Fauw zu beklagen hatte, plante Hovelijnck seine Karriere sofort zu beenden. Kurz darauf verwarf er diesen Plan allerdings wieder. Nachdem jedoch kein neuer Sponsor für sein damaliges Team Crelan-Euphony für die Saison 2014 gefunden wurde und somit das Team aufgelöst wird, teilte er sein Karriereende mit.

## Teams
- 2004 Jong Vlaanderen 2016
- 2005 Chocolade Jacques-T Interim
- 2006 Chocolade Jacques-Topsport Vlaanderen
- 2007 Chocolade Jacques-Topsport Vlaanderen
- 2008 Topsport Vlaanderen
- 2009 Quick Step
- 2010 Quick Step
- 2011 Donckers Koffie-Jelly Belly
- 2012 Landbouwkrediet
- 2013 Crelan-Euphony